# Jean Crocq (sculpteur)
Pour les articles homonymes, voir Jean Crocq et Crocq (homonymie).
 Jean Crocq, né au milieu du XVe siècle à Bar-le-Duc, était un imagier, sculpteur sur bois et pierre. 

## Biographie
Son nom est parfois orthographié Crock, Crocques, Kroc. Il est surtout connu pour le tombeau du duc de Bourgogne qui se trouvait en la Collégiale Saint-Georges de Nancy. Pour la  Vierge de Pitié  se trouve actuellement en l'église de Pont-Saint-Vincent. Il était l'un des premiers représentant de l'art de la Renaissance en Lorrain et précurseur de Ligier Richier.
Il est dénommé comme "ymagier, graveur et maitre de pourtraitures" du duc René II de Lorraine 

## Œuvres
- Une de ses réalisations les plus connues est la  Vierge de Pitié  commandée par Jean de Bidos, écuyer de René II, pour la chapelle Notre-Dame de Pitié qu'il avait fondé en l'église de Pont-Saint-Vincent en 1496
- Saint-Georges, œuvre sur bois au Musée Lorrain.
- Tête d'évêque et tête de pape, calcaire, au Musée Lorrain.
- Sainte Catherine et Vierge à l'Enfant,  Metropolitain Museum of art, New York.
- Une  Nativité à l’abbatiale Saint-Michel de Saint-Mihiel.
- Vierge de litanie en l’Église Notre-Dame de Bar-le-Duc .
- Archange Gabriel, au Musée Lorrain.
- Vierge Marie, au Musée Lorrain.

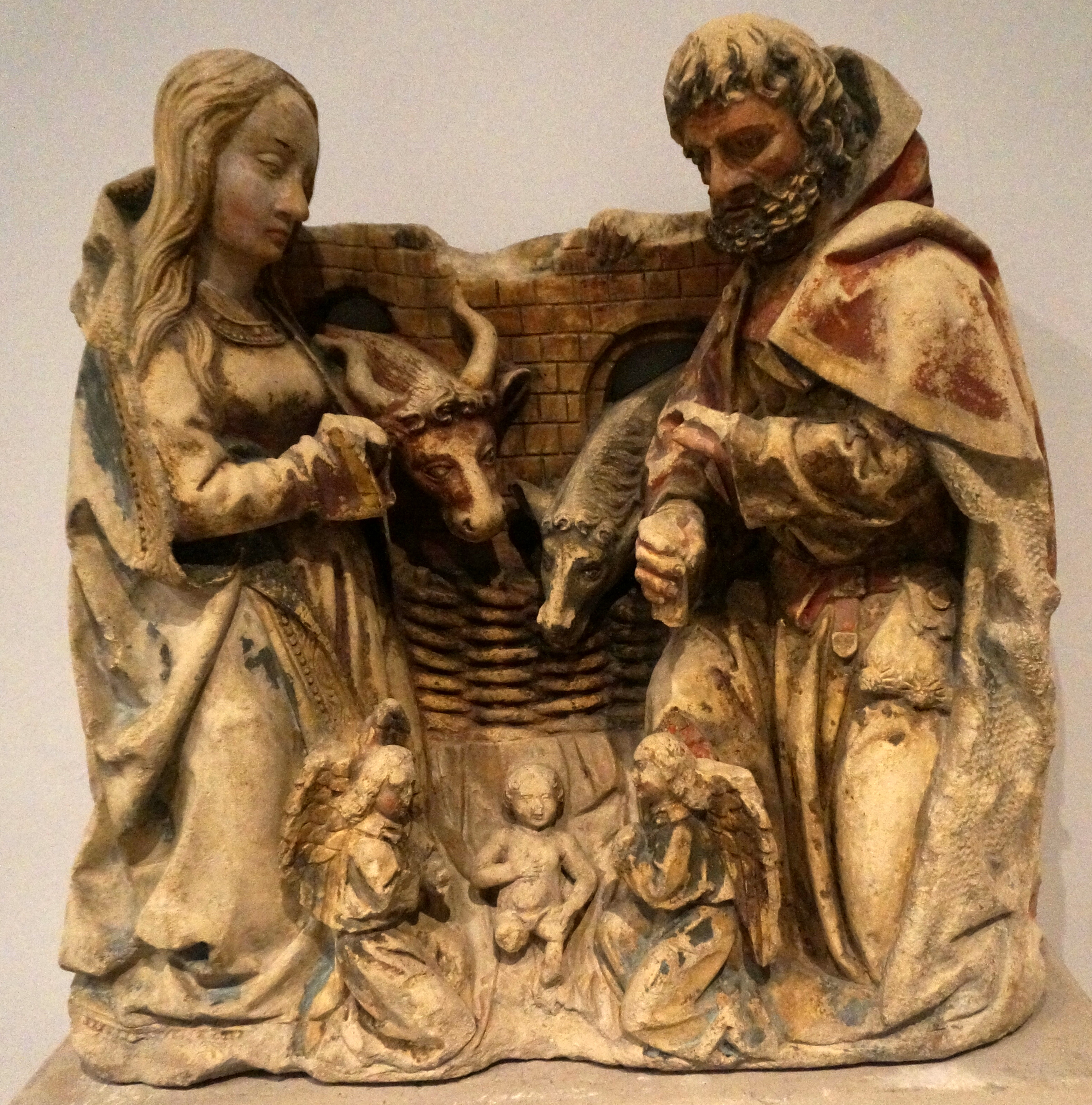
Nativité , calcaire polychrome, Musée Lorrain.
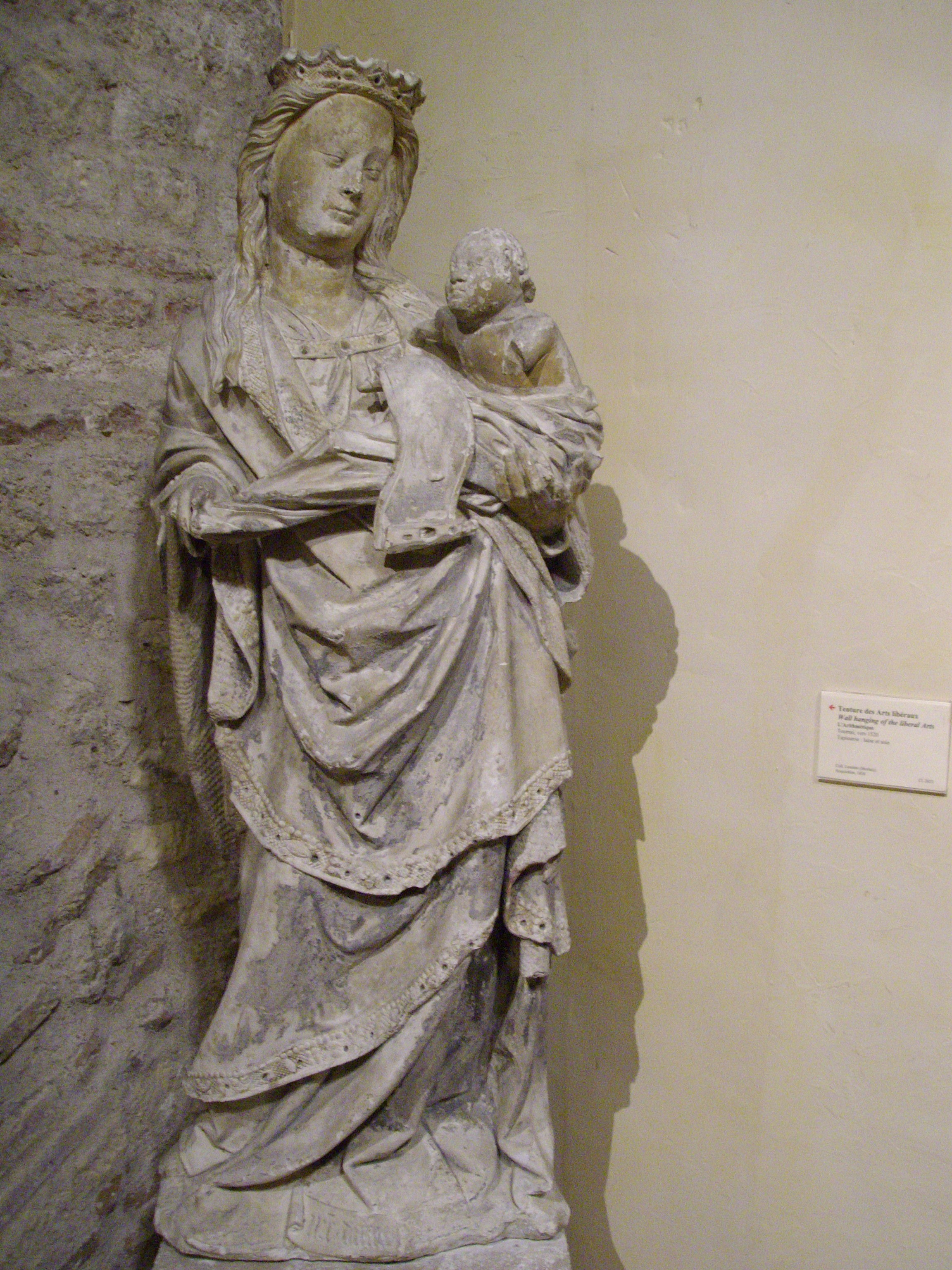
Vierge à l'enfant, Musée national du Moyen-âge.
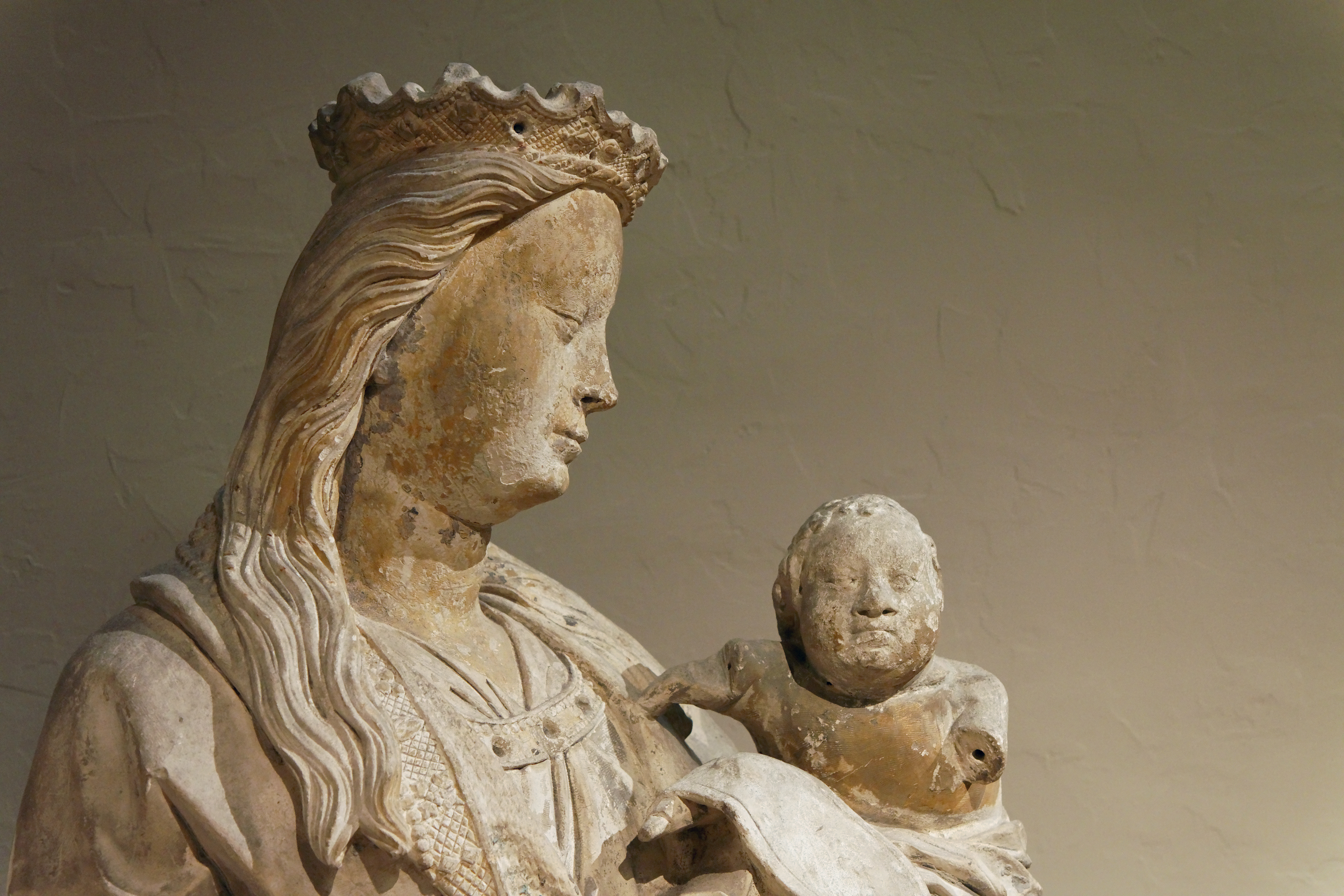
détail.
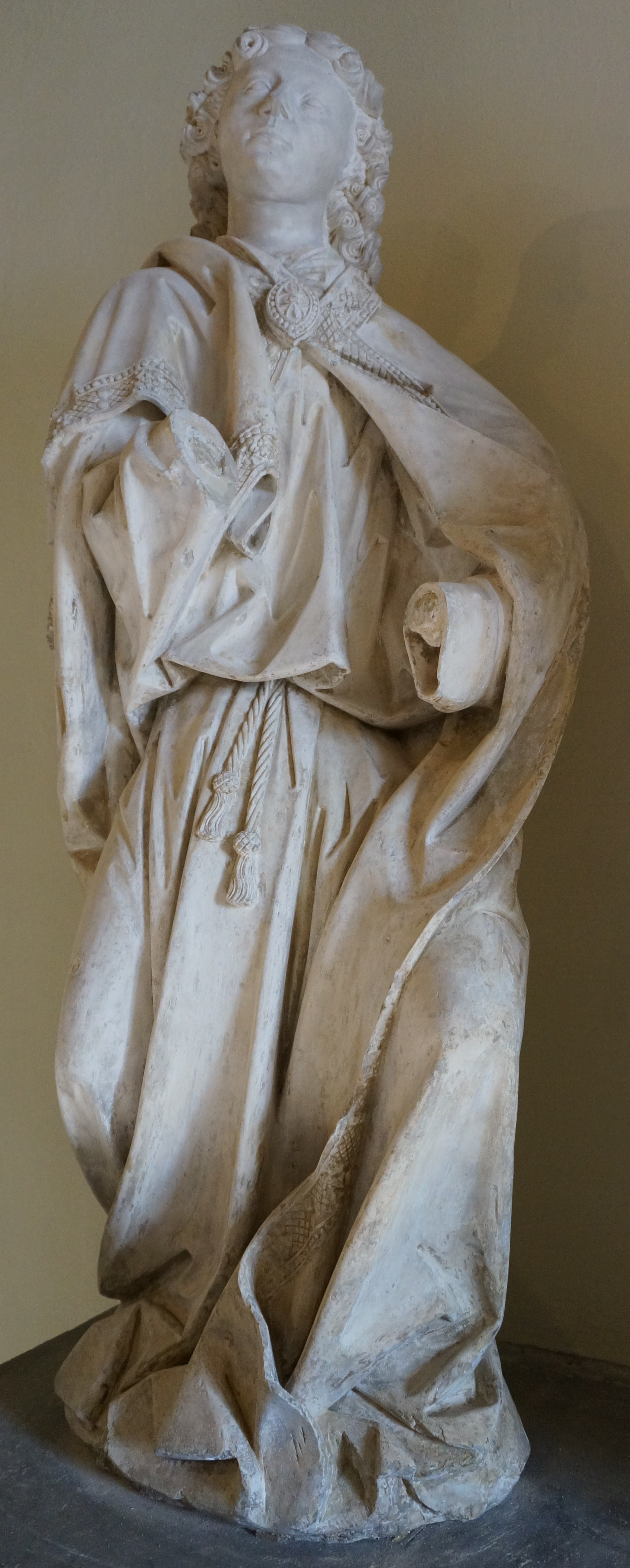
Gabriel , ancienne église st-Epvre.